# Grand Prix de Macao de Formule 3 1993
Le Grand Prix de Macao de Formule 3 1993 est la 40e édition de l'épreuve macanaise réservée aux monoplaces de Formule 3. Elle s'est déroulée du 21 au 24 novembre 1993 sur le tracé urbain de Guia.

## Participants
Le pilote Paolo Coloni (en) n'est pas admis pour la course.
| No | Pilotes              | Voiture                  | Écurie                   |
| -- | -------------------- | ------------------------ | ------------------------ |
| 1  | Rickard Rydell       | Tom's Toyota             | Navi Connection          |
| 2  | Tom Kristensen       | Tom's Toyota             | Tom's                    |
| 35 | Alessandro Zampedri  | Tom's Toyota             | Tom's                    |
| 3  | Hidetoshi Mitsusada  | Tom's Toyota             | Now Motor Sports         |
| 5  | Max Angelelli        | Dallara Opel-Spiess (en) | WTS Motorsport           |
| 6  | Gareth Rees          | Dallara Opel-Spiess (en) | WTS Motorsport           |
| 7  | Kelvin Burt          | Dallara Honda-Mugen NB   | Paul Stewart Racing      |
| 8  | Sascha Maassen       | Dallara Honda-Mugen NB   | Paul Stewart Racing      |
| 9  | Christian Pescatori  | Dallara Fiat             | Superstars               |
| 10 | Philipp Peter        | Dallara Fiat             | Superstars               |
| 11 | Roberto Colciago     | Dallara Opel-Spiess      | RC Motorsport            |
| 12 | Gualter Salles       | Dallara Opel-Spiess      | RC Motorsport            |
| 23 | Giancarlo Fisichella | Dallara Opel-Spiess      | RC Motorsport            |
| 15 | Christophe Tinseau   | Dallara Opel-Spiess      | Promatecme               |
| 16 | Anthony Reid         | Dallara Opel-Spiess      | Tomei Sport              |
| 17 | Oliver Gavin         | Dallara Opel-Spiess      | Edenbridge Racing        |
| 18 | Michael Krumm        | Dallara Opel-Spiess      | GM Motorsport            |
| 19 | Markus Liesner       | Dallara Opel-Spiess      | GM Motorsport            |
| 20 | Marc Goossens        | Dallara Honda-Mugen NB   | West Surrey Racing       |
| 21 | Pedro de la Rosa     | Dallara Honda-Mugen NB   | West Surrey Racing       |
| 25 | Paolo Coloni         | Dallara Opel-Spiess      | Coloni Motorsport        |
| 26 | Jacques Villeneuve   | Ralt Fiat                | March Racing             |
| 27 | Warren Hughes        | Ralt Fiat                | March Racing             |
| 28 | Ricardo Rosset       | Dallara Honda-Mugen NB   | Alan Docking Racing (en) |
| 29 | Stéphane Ortelli     | Dallara Honda-Mugen NB   | Alan Docking Racing (en) |
| 30 | Jörg Müller          | Dallara Fiat             | Marko RSM                |
| 31 | Magnus Wallinder     | Dallara Fiat             | Marko RSM                |
| 32 | André Ribeiro        | Dallara Honda-Mugen NB   | Fortec Motorsport        |
| 33 | Christian Abt        | Dallara Opel-Spiess      | Abt Motorsport           |
| 36 | Ruedi Schurter       | Dallara Opel-Spiess      | KMS                      |

## 1recourse
Qualification
| Ligne | Positions sur la grille de départ        | Positions sur la grille de départ        | Positions sur la grille de départ |
| ----- | ---------------------------------------- | ---------------------------------------- | --------------------------------- |
| 1re   | 1. Jörg Müller (2 min 18 s 600)          | 2. Sascha Maassen (2 min 18 s 700)       |                                   |
| 2e    | 3. Rickard Rydell (2 min 19 s 470)       | 4. Max Angelelli (2 min 19 s 670)        |                                   |
| 3e    | 5. Roberto Colciago (2 min 19 s 770)     | 6. Tom Kristensen (2 min 19 s 950)       |                                   |
| 4e    | 7. Anthony Reid (2 min 20 s 290)         | 8. Giancarlo Fisichella (2 min 20 s 300) |                                   |
| 5e    | 9. Kelvin Burt (2 min 20 s 390)          | 10. Philipp Peter (2 min 20 s 640)       |                                   |
| 6e    | 11. Michael Krumm (2 min 20 s 660)       | 12. Markus Liesner (2 min 20 s 760)      |                                   |
| 7e    | 13. Gareth Rees (2 min 20 s 820)         | 14. Ricardo Rosset (2 min 21 s 000)      |                                   |
| 8e    | 15. Pedro de la Rosa (2 min 21 s 010)    | 16. Christian Pescatori (2 min 21 s 040) |                                   |
| 9e    | 17. Christophe Tinseau (2 min 21 s 190)  | 18. Marc Goossens (2 min 21 s 540)       |                                   |
| 10e   | 19. Oliver Gavin (2 min 21 s 640)        | 20. Hidetoshi Mitsusada (2 min 21 s 640) |                                   |
| 11e   | 21. Jacques Villeneuve (2 min 21 s 700)  | 22. Christian Abt (2 min 22 s 080)       |                                   |
| 12e   | 23. André Ribeiro (2 min 22 s 420)       | 24. Stéphane Ortelli (2 min 22 s 450)    |                                   |
| 13e   | 25. Gualter Salles (2 min 23 s 280)      | 26. Warren Hughes (2 min 23 s 310)       |                                   |
| 14e   | 27. Magnus Wallinder (2 min 23 s 590)    | 28. Ruedi Schurter (2 min 23 s 660)      |                                   |
| 15e   | 29. Alessandro Zampedri (2 min 23 s 720) |                                          |                                   |

Résultat
| Pos. | no | Pilote              | Voiture             | Tours | Temps/Abd.       |
| ---- | -- | ------------------- | ------------------- | ----- | ---------------- |
| 1    | 30 | Jörg Müller         | Dallara Fiat        | 12    | 28 min 2 s 640   |
| 2    | 8  | Sascha Maassen      | Dallara Honda-Mugen | 12    | + 0 s 990        |
| 3    | 2  | Tom Kristensen      | Tom's Toyota        | 12    | + 19 s 240       |
| 4    | 11 | Roberto Colciago    | Dallara Opel-Spiess | 12    | + 20 s 260       |
| 5    | 5  | Max Angelelli       | Dallara Opel-Spiess | 12    | + 22 s 070       |
| 6    | 7  | Kelvin Burt         | Dallara Honda-Mugen | 12    | + 30 s 580       |
| 7    | 18 | Michael Krumm       | Dallara Opel-Spiess | 12    | + 33 s 550       |
| 8    | 6  | Gareth Rees         | Dallara Opel-Spiess | 12    | + 38 s 700       |
| 9    | 21 | Pedro de la Rosa    | Dallara Honda-Mugen | 12    | + 40 s 420       |
| 10   | 17 | Oliver Gavin        | Dallara Opel-Spiess | 12    | + 54 s 700       |
| 11   | 33 | Christian Abt       | Dallara Opel-Spiess | 12    | + 55 s 640       |
| 12   | 35 | Alessandro Zampedri | Tom's Toyota        | 12    | + 58 s 090       |
| 13   | 19 | Markus Liesner      | Dallara Opel-Spiess | 12    | + 1 min 6 s 950  |
| 14   | 15 | Christophe Tinseau  | Dallara Opel-Spiess | 12    | + 1 min 8 s 320  |
| 15   | 28 | Ricardo Rosset      | Dallara Honda-Mugen | 12    | + 1 min 13 s 830 |
| 16   | 31 | Magnus Wallinder    | Dallara Fiat        | 12    | + 1 min 30 s 650 |
| 17   | 12 | Gualter Salles      | Dallara Opel-Spiess | 12    | + 2 min 55 s 310 |
| 18   | 16 | Anthony Reid        | Dallara Opel-Spiess | 11    | + 1 tour         |

## 2ecourse
Qualification
| Ligne | Positions sur la grille de départ, | Positions sur la grille de départ, | Positions sur la grille de départ, |
| ----- | ---------------------------------- | ---------------------------------- | ---------------------------------- |
| 1re   | 1. Jörg Müller                     | 2. Sascha Maassen                  |                                    |
| 2e    | 3. Tom Kristensen                  | 4. Roberto Colciago                |                                    |
| 3e    | 5. Max Angelelli                   | 6. Kelvin Burt                     |                                    |
| 4e    | 7. Michael Krumm                   | 8. Gareth Rees                     |                                    |
| 5e    | 9. Pedro de la Rosa                | 10. Oliver Gavin                   |                                    |
| 6e    | 11. Christian Abt                  | 12. Alessandro Zampedri            |                                    |
| 7e    | 13. Markus Liesner                 | 14. Christophe Tinseau             |                                    |
| 8e    | 15. Ricardo Rosset                 | 16. Magnus Wallinder               |                                    |
| 9e    | 17. Gualter Salles                 | 18. Anthony Reid                   |                                    |
| 10e   | 19. Giancarlo Fisichella           | 20. Rickard Rydell                 |                                    |
| 11e   | 21. Ruedi Schurter                 | 22. André Ribeiro                  |                                    |
| 12e   | 23. Warren Hughes                  | 24. Hidetoshi Mitsusada            |                                    |
| 13e   | 25. Philipp Peter                  | 26. Marc Goossens                  |                                    |
| 14e   | 27. Christian Pescatori            | 28. Jacques Villeneuve             |                                    |

Résultat
Le meilleur tour est effectué par Rickard Rydell en 2 min 17 s 400,.
| Pos. | no | Pilote               | Voiture             | Tours | Temps/Abd.      |
| ---- | -- | -------------------- | ------------------- | ----- | --------------- |
| 1    | 30 | Jörg Müller          | Dallara Fiat        | 15    | 34 min 55 s 230 |
| 2    | 7  | Kelvin Burt          | Dallara Honda-Mugen | 15    | + 1 s 860       |
| 3    | 2  | Tom Kristensen       | Tom's Toyota        | 15    | + 6 s 660       |
| 4    | 11 | Roberto Colciago     | Dallara Opel-Spiess | 15    | + 12 s 650      |
| 5    | 1  | Rickard Rydell       | Tom's Toyota        | 15    | + 12 s 880      |
| 6    | 18 | Michael Krumm        | Dallara Opel-Spiess | 15    | + 18 s 010      |
| 7    | 5  | Max Angelelli        | Dallara Opel-Spiess | 15    | + 19 s 650      |
| 8    | 19 | Markus Liesner       | Dallara Opel-Spiess | 15    | + 31 s 760      |
| 9    | 23 | Giancarlo Fisichella | Dallara Opel-Spiess | 15    | + 34 s 250      |
| 10   | 17 | Oliver Gavin         | Dallara Opel-Spiess | 15    | + 35 s 690      |
| 11   | 15 | Christophe Tinseau   | Dallara Opel-Spiess | 15    | + 36 s 070      |
| 12   | 20 | Marc Goossens        | Dallara Honda-Mugen | 15    | + 47 s 780      |
| 13   | 33 | Christian Abt        | Dallara Opel-Spiess | 15    | + 48 s 770      |
| 14   | 31 | Magnus Wallinder     | Dallara Fiat        | 15    | + 50 s 360      |
| 15   | 8  | Sascha Maassen       | Dallara Honda-Mugen | 15    | + 50 s 910      |
| 16   | 28 | Ricardo Rosset       | Dallara Honda-Mugen | 15    | + 1 min 3 s 170 |
| 17   | 3  | Hidetoshi Mitsusada  | Tom's Toyota        | 14    | + 1 tour        |
| 18   | 16 | Anthony Reid         | Dallara Opel-Spiess | 14    | + 1 tour        |

## Résultat final
| Pos. | no | Pilote             | Voiture             | Tours | Temps/Abd.         |
| ---- | -- | ------------------ | ------------------- | ----- | ------------------ |
| 1    | 30 | Jörg Müller        | Dallara Fiat        | 27    | 1 h 2 min 57 s 870 |
| 2    | 2  | Tom Kristensen     | Tom's Toyota        | 27    | + 25 s 900         |
| 3    | 7  | Kelvin Burt        | Dallara Honda-Mugen | 27    | + 32 s 440         |
| 4    | 11 | Roberto Colciago   | Dallara Opel-Spiess | 27    | + 32 s 920         |
| 5    | 5  | Max Angelelli      | Dallara Opel-Spiess | 27    | + 41 s 720         |
| 6    | 18 | Michael Krumm      | Dallara Opel-Spiess | 27    | + 51 s 550         |
| 7    | 8  | Sascha Maassen     | Dallara Honda-Mugen | 27    | + 52 s 900         |
| 8    | 17 | Oliver Gavin       | Dallara Opel-Spiess | 27    | + 1 min 30 s 380   |
| 9    | 19 | Markus Liesner     | Dallara Opel-Spiess | 27    | + 1 min 38 s 710   |
| 10   | 15 | Christophe Tinseau | Dallara Opel-Spiess | 27    | + 1 min 44 s 390   |
| 11   | 33 | Christian Abt      | Dallara Opel-Spiess | 27    | + 1 min 44 s 410   |
| 12   | 28 | Ricardo Rosset     | Dallara Honda-Mugen | 27    | + 2 min 17 s 000   |
| 13   | 31 | Magnus Wallinder   | Dallara Fiat        | 27    | + 2 min 21 s 010   |
| 14   | 16 | Anthony Reid       | Dallara Opel-Spiess | 25    | + 2 tours          |